# イリノイ準州
イリノイ準州（-じゅんしゅう、英: Illinois Territory）は、1809年3月1日から1818年12月3日までのアメリカ合衆国の自治的領域である。現在のイリノイ州がアメリカ合衆国の21番目の州としての昇格を認められた1818年に準州は消滅した。
イリノイ準州の領域は元はイリノイ・カントリーとして知られフランスの支配下にあった。初めはヌーベルフランスに、後にフランス領ルイジアナに組み込まれた。フレンチ・インディアン戦争を終わらせる1763年のパリ条約でイギリスがこの地域の支配権を得た。アメリカ独立戦争の間、ジョージ・ロジャース・クラーク将軍がバージニアのためにイリノイ全体を占領し、その領有を実行するためにバージニアに属するイリノイ郡とした。独立戦争後にバージニアは、東海岸の州で領域の拡大が望めない諸州の抗議を鎮めるために、オハイオ川から北の土地ほとんど全ての領有権主張を取り下げた。
イリノイ準州となった地域は1787年7月13日に創設された北西部領土の一部であった。1800年7月4日、オハイオの州昇格のためにインディアナ準州が切り離され、さらにインディアナの州昇格を見据えた1809年2月3日、第10アメリカ合衆国議会で、イリノイ準州設立法案が可決された。これには、インディアナ準州の西部に住む住民が、その距離のために準州の政治に参加することが困難であるという苦情を訴えたことが力あった。
イリノイ準州の当初の領域は後のイリノイ州、ウィスコンシン州、ミネソタ州の東部、およびミシガン州アッパー半島の西側部分が含まれていた。イリノイ準州も州昇格の準備を始めたので、残りの地域はミシガン準州に付属することになった。
イリノイ準州の境界の定義は次の通りだった。
「インディアナ準州の一部で、ウォバッシュ川の西、そのウォバッシュ川からビンセンズ基地に引かれた線を北に伸ばし、アメリカ合衆国とカナダの国境線までの地域。」
準州の州都はカスカスキアであった。
準州知事は全期間にわたってニニアン・エドワードが勤めた。